# Тапмен (Каліфорнія)
Тапмен (англ. Tupman) — переписна місцевість (CDP) в США, в окрузі Керн штату Каліфорнія. Населення — 177 осіб (2020).

## Географія
Тапмен розташований за координатами 35°17′55″ пн. ш. 119°21′28″ зх. д. / 35.29861° пн. ш. 119.35778° зх. д. (35.298743, -119.357674).  За даними Бюро перепису населення США в 2010 році переписна місцевість мала площу 1,37 км², уся площа — суходіл.

## Демографія
Згідно з переписом 2010 року, у переписній місцевості мешкала 161 особа в 55 домогосподарствах у складі 42 родин. Густота населення становила 118 осіб/км².  Було 73 помешкання (53/км²).
Расовий склад населення:
| - 92,5 % — білих - 1,2 % — осіб інших рас |

До двох чи більше рас належало 6,2 %. Частка іспаномовних становила 7,5 % від усіх жителів.
За віковим діапазоном населення розподілялося таким чином: 28,0 % — особи молодші 18 років, 61,4 % — особи у віці 18—64 років, 10,6 % — особи у віці 65 років та старші. Медіана віку мешканця становила 32,5 року. На 100 осіб жіночої статі у переписній місцевості припадало 106,4 чоловіків;  на 100 жінок у віці від 18 років та старших — 114,8 чоловіків також старших 18 років.
Середній дохід на одне домашнє господарство  становив 47 188 доларів США (медіана — 36 250), а середній дохід на одну сім'ю — 54 281 долар (медіана — 39 688). За межею бідності перебувало 42,1 % осіб, у тому числі 57,1 % дітей у віці до 18 років та 0,0 % осіб у віці 65 років та старших.
Цивільне працевлаштоване населення становило 59 осіб. Основні галузі зайнятості: сільське господарство, лісництво, риболовля — 30,5 %, освіта, охорона здоров'я та соціальна допомога — 16,9 %, будівництво — 15,3 %.